# Patricio Albacete
Patricio Esteban Albacete (Buenos Aires, 9 de febrero de 1981) es un exjugador argentino de rugby que se desempeñaba como segunda línea.
Fue nominado y ganador de una terna de premios consagración Clarín al mejor jugador de rugby del año. Obtuvo el Premio Konex - Diploma al Mérito 2010 como uno de los 5 mejores jugadores de rugby de la década en la Argentina junto a Agustín Pichot, Felipe Contepomi, Ignacio Corleto y Gonzalo Longo.

## Biografía
Se formó deportivamente en el Manuel Belgrano debutando en la primera en 1999. Formó parte del plantel de Buenos Aires, con quien ganó el Campeonato Argentino dos veces. En 2003 pasó a jugar en Francia, donde defendió los colores de Colomiers y Pau. Finalmente en 2006 es comprado por el Toulouse, con este club se coronó campeón del torneo francés en 2008, 2011 & 2012 y de la Copa de Europa 2010.
Se retiró a los 37 años y tras finalizar la temporada 2018, anunciando su retiro por medio de una carta.

## Selección nacional
Fue parte de los Pumitas (M19 y M21) siendo capitán, para luego integrar el primer equipo de los Pumas. Albacete hizo su debut en los Pumas en el Campeonato Sudamericano en Montevideo, Uruguay, en el año 2003 y luego venciendo a Les Blues en Buenos Aires.

## Participaciones en Copas del Mundo
Disputó los mundiales de Australia 2003 donde el seleccionado decepcionó tras resultar eliminado por el XV del Trébol en la primera ronda, el histórico Francia 2007 donde los Pumas lograron su mejor participación y Albacete le marcó a Georgia su único try con el equipo nacional. Su último mundial fue el de Nueva Zelanda 2011.
| Mundial                       | Sede          | Resultado        | PJ | Tries |
| ----------------------------- | ------------- | ---------------- | -- | ----- |
| Copa Mundial de Rugby de 2003 | Australia     | Fase de grupos   | 2  | 0     |
| Copa Mundial de Rugby de 2007 | Francia       | Tercer puesto    | 7  | 1     |
| Copa Mundial de Rugby de 2011 | Nueva Zelanda | Cuartos de final | 5  | 0     |

## Palmarés
- Campeón del Torneo Sudamericano de 2003.
- Campeón de la Copa de Campeones de 2009–10.
- Campeón del Top 14 de 2007–08, 2010–11 y 2011–12.